# ウィレム・ルーロフス
ウィレム・ルーロフス（Willem Roelofs、1822年3月10日 - 1897年3月12日）は、オランダの画家、版画家。

## 生涯
1822年、アムステルダムで生まれた。子供の時に家族がユトレヒトに移り、彼はそこでAbraham Hendrik Winterから絵を習った。1839年、今度はハーグに移り、美術アカデミーで学ぶとともにヘンドリクス・ファン・デ・サンデ・バクホイゼン(Hendrikus van de Sande Bakhuyzen)のアトリエで修行した。
1847年、ハーグの絵画協会、「プルクリ・スタジオ」(Pulchri Studio)の立上げに関わった。同年、突然ハーグを去ってベルギーのブリュッセルに移り、そこで1887年まで暮らした。1866年から1869年まで、後にハーグ派の中心人物となるヘンドリック・ウィレム・メスダフを教えた。そのほかにもパウル・ハブリエルなどの画家が彼の下で学んだ。1850年、フランスのフォンテーヌブローを訪れてバルビゾン派に魅了された。彼は1852年及び1855年にもフォンテーヌブローを再訪している。1856年、ブリュッセルのベルギー水彩画協会の設立に助力した。
後にハーグ派の中心となる画家たちに大きな影響を与えた。また、1880年秋、ブリュッセルを訪れたフィンセント・ファン・ゴッホに対して、アカデミーへの入学を勧めた。
画業のほかに、昆虫学の研究を行い、甲虫類を専門にしていた。彼はイラスト入りの科学雑誌でその研究を発表したほか、ライデンの自然史博物館（現オランダ国立自然史博物館）のために種の特定を行った。1855年、ベルギー昆虫学協会を設立し、1878年会長に就任している。ゾウムシ科の充実したコレクションは、ブリュッセル自然史博物館の甲虫類コレクションの基礎となった。

## 作品

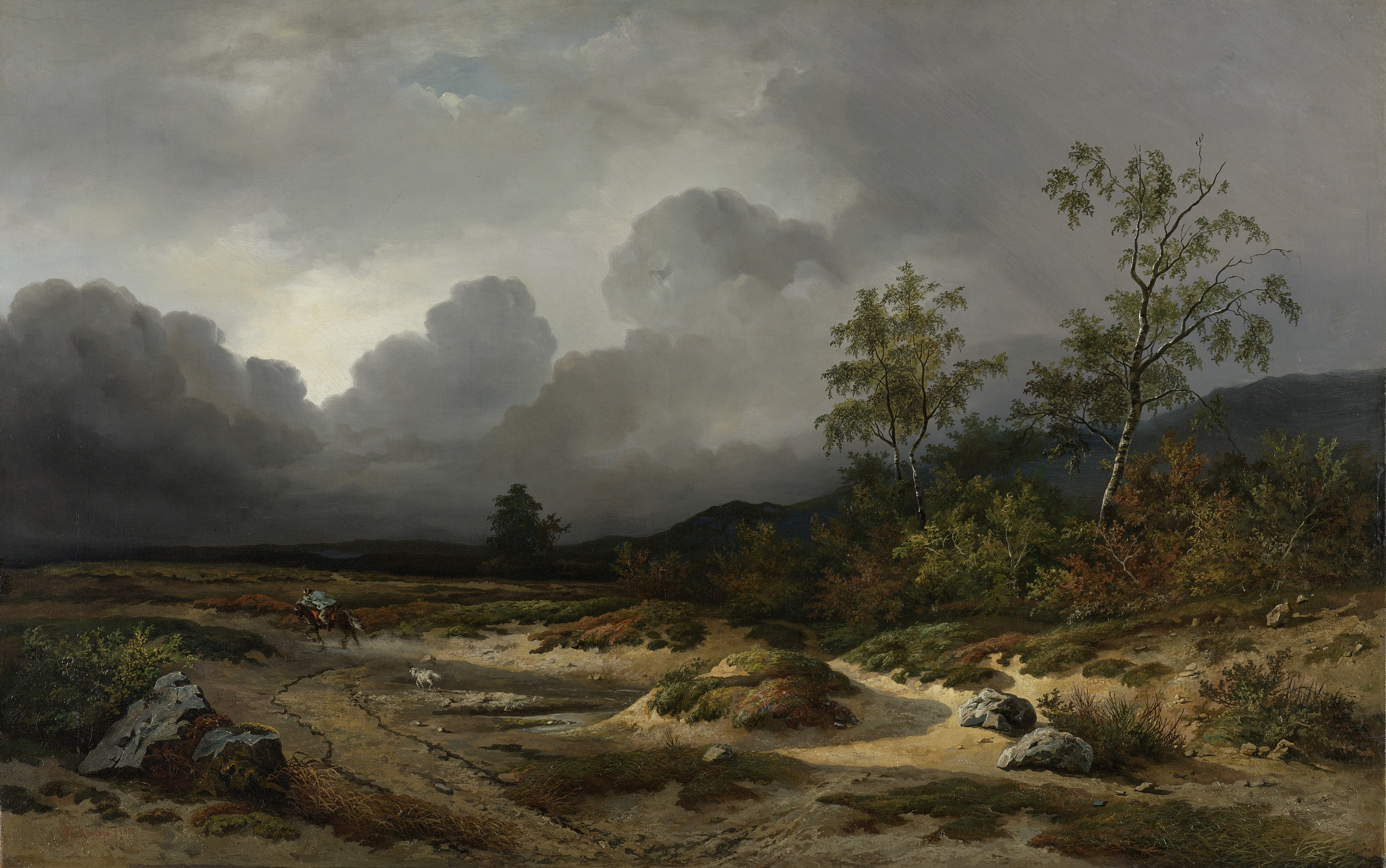
「嵐の迫る風景」（1850年）
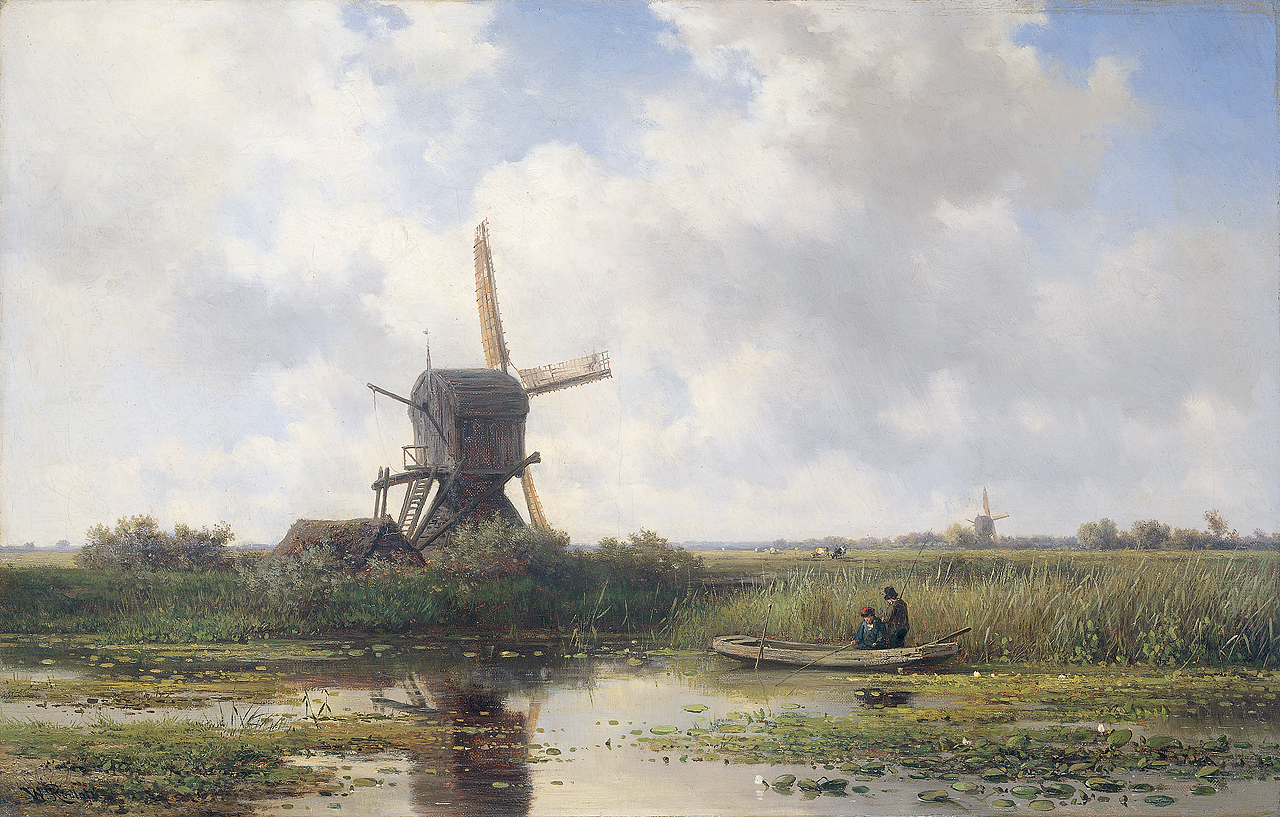
アッブカウデの風景（In 't Gein bij Abcoude、1870年）
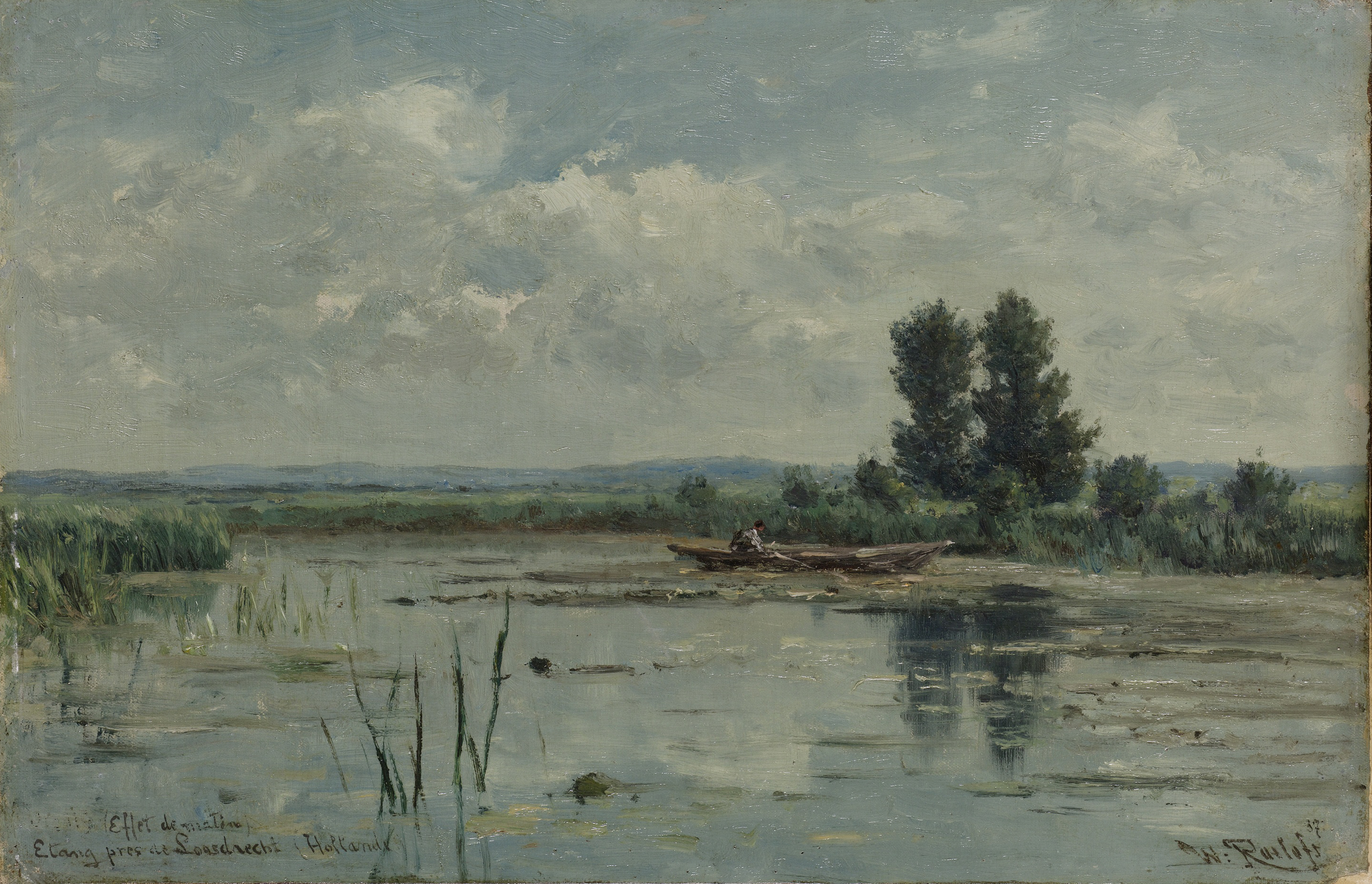
「ロープスドレヒト近くの湖」（1887年）
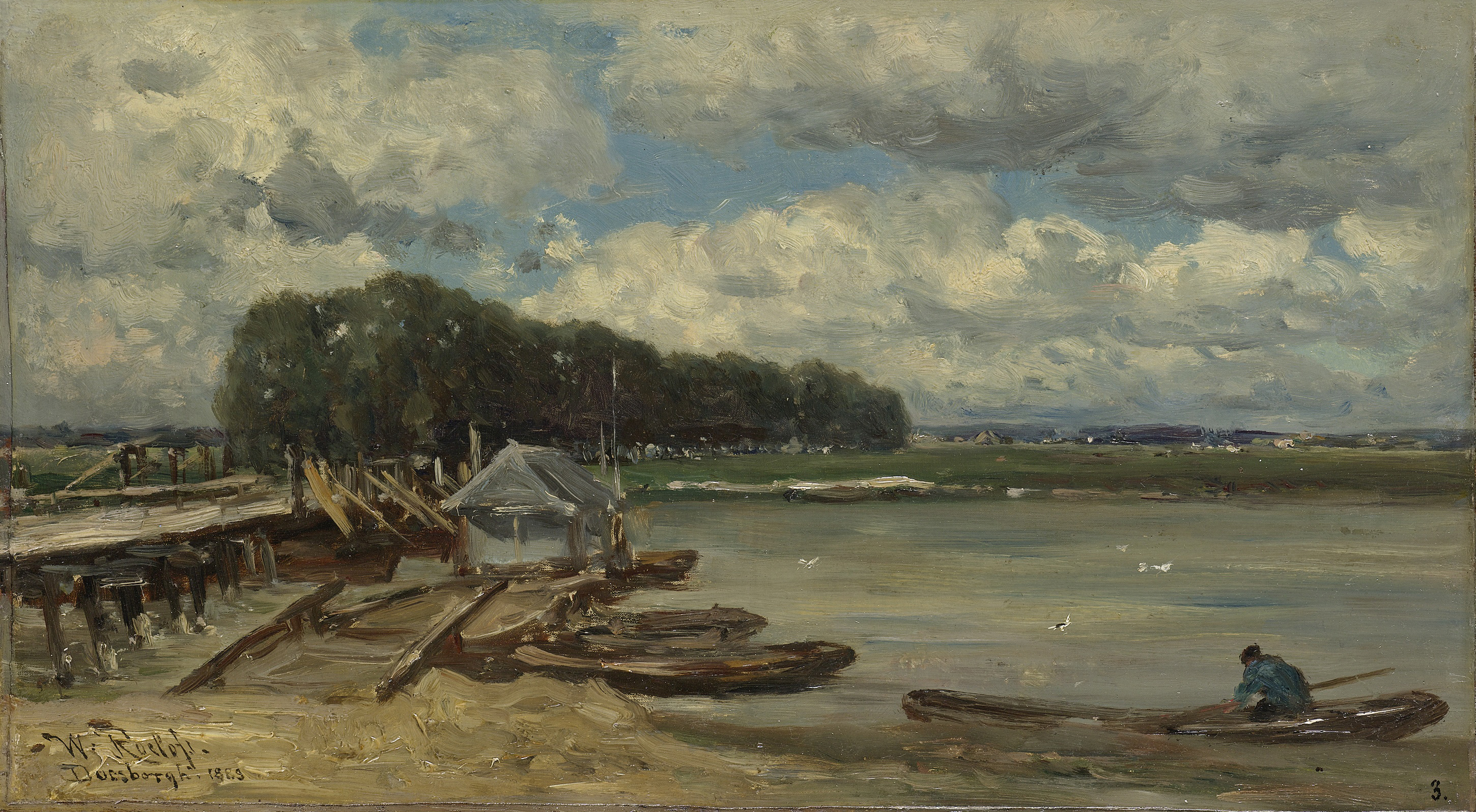
「ドゥースブルグのエイセル川にかかる橋」（1889年）
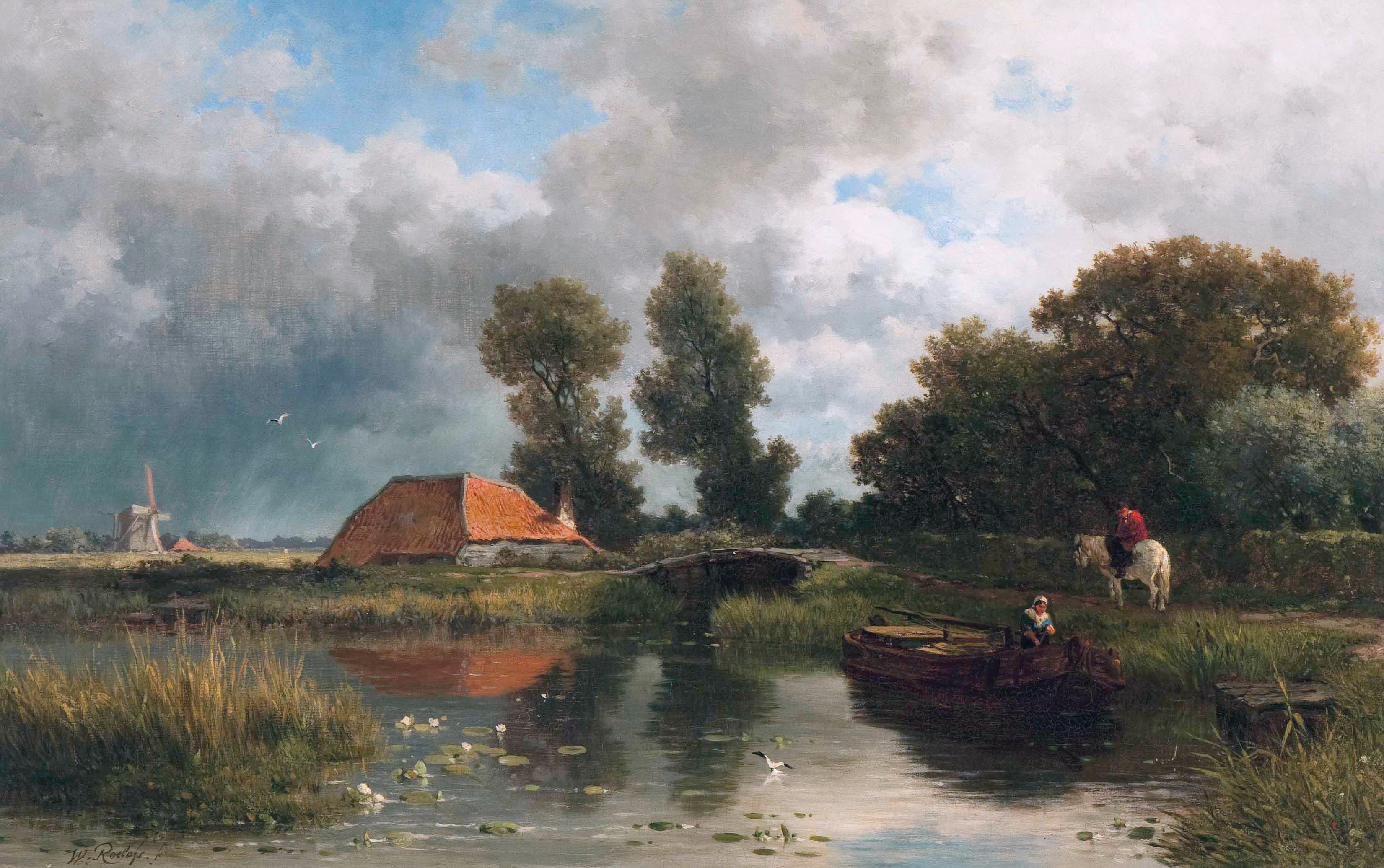
「農場近くに舟をつなぐ」